# 이르쿠츠크현

이르쿠츠크현의 국장

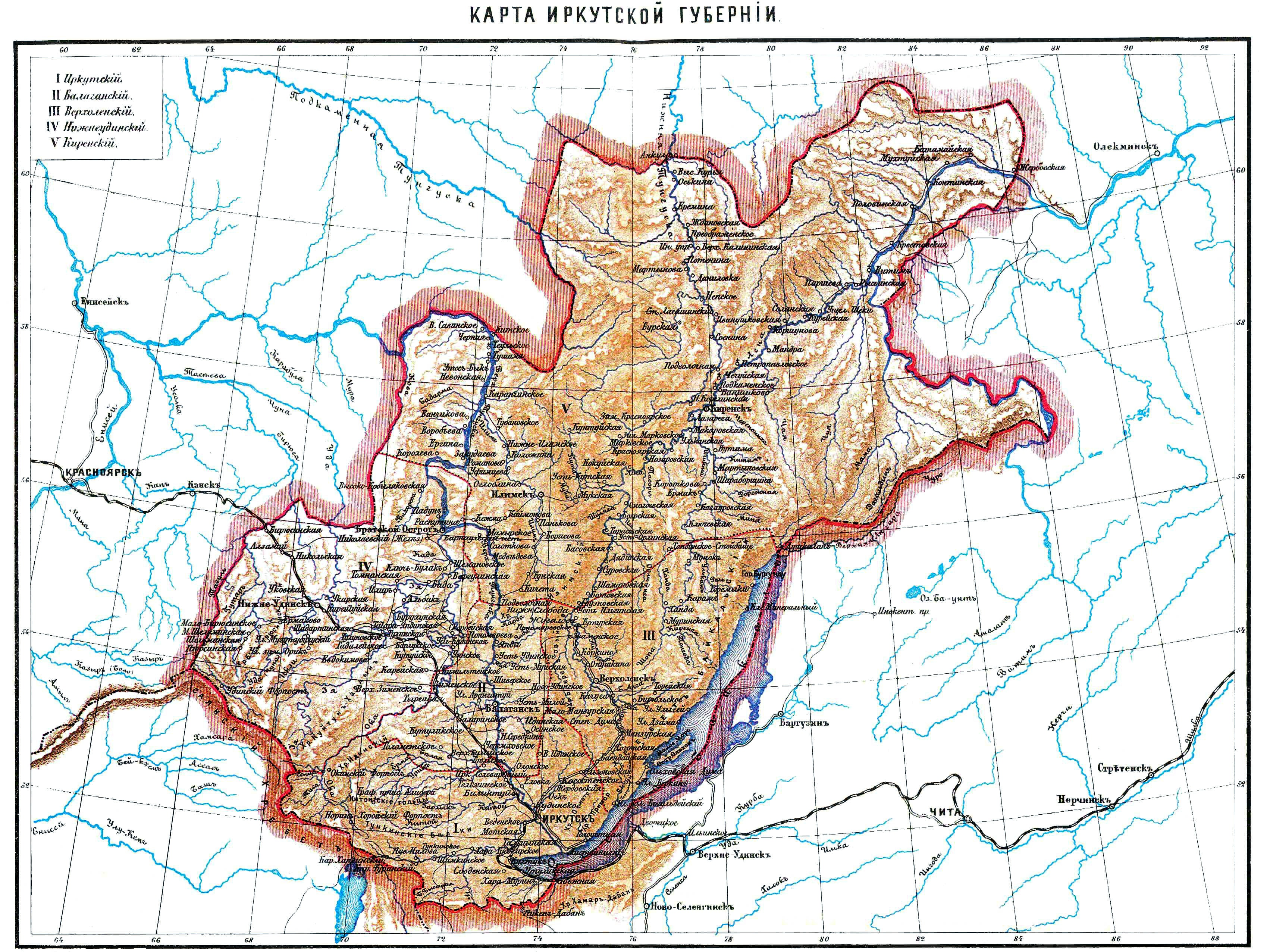
이르쿠츠크현의 지도

이르쿠츠크현(러시아어: Ирку́тская губе́рния)은 러시아 제국의 현이다. 중심지는 이르쿠츠크이다. 5개의 군과 1개의 읍으로 나뉘어 있다.

## 역사
1708년에 시비르스키 프리카스(Сибирский приказ)가 청산되고, 시비리현이 형성되었다(뱌트카에서 캄차카까지). 시비리현은 1764년에 토볼스크와 이르쿠츠크 주-현으로 나뉘는 시베리아 제국으로 개명되었다. 1805년에 이르쿠츠크현에서 야쿠츠크주가 분리되었다.
1917년 러시아 2월 혁명 후에 이 때까지 이르쿠츠크현과 예니세이스크현, 자바이칼스키주와 야쿠츠크주가 포함되어 있던 이르쿠츠크 주-현이 사라졌다. 1924년 8월 15일 이르쿠츠크현의 영토는 이르쿠츠키군, 툴룬스크구, 키렌스크구의 세 관구와 체렘홉스키 지역과 보다이빈스크 지역의 2개 상업 지역으로 나뉘었다.
1925년 5월 25일 러시아 중앙 집행 위원회의 명령에 따라 시베리아 지방이 형성되었고, 이르쿠츠크현은 이에 포함되었다. 1926년에 이르쿠츠크현은 사라지고, 그 영토에는 이르쿠츠크구, 툴룬스크구, 키렌스크구의 3관구가 조성되었다.

## 지리
이르쿠츠크 현은 북위 51도에서 62도30분, 동경 96도에서 107도 사이의(그리니치 천문대로부터) 동시베리아에 위치하고 있으며, 크기로는 프랑스나 독일보다 크다. 스트렐비츠키의 측량에 따르면 이는 653290 평방..에 달하며, 그 중에는 바이칼호 물 밑부분 15042 평방..와 올혼섬 밑의 550 평방..가 포함된다.
이르쿠츠크현의 최대 길이는 남서쪽에서 북동쪽까지 1300..에 달하며 너비는 650...이다.
현의 경계는 북쪽과 북동쪽으로 야쿠츠크에 접하고, 동쪽과 남동쪽으로 자바이칼스키주에 접하며, 남쪽으로는 청나라(외몽골)에 접하며, 서쪽으로는 예니세이스크현에 접했다.

## 참조
- "Материалы для исследования землепользования и хозяйственного быта сельского населения Иркутской и Енисейской губ." (М., 1890 г.)
- остальные см. Межов, "Сибирская библиография" (СПб., 1892 г.)